# Rhinoraja longicauda
Rhinoraja longicauda is een vissoort uit de familie van de Arhynchobatidae. De wetenschappelijke naam van de soort is voor het eerst geldig gepubliceerd in 1952 door Ishiyama.